# Something Beautiful (película)
Something Beautiful es una película musical y álbum visual de la cantante estadounidense Miley Cyrus, que sirve como acompañamiento visual de su álbum de 2025 con el mismo nombre. Escrita y dirigida por Cyrus, Jacob Bixenman y Brendan Walter, fue producida por Columbia Records, Sony Music Vision, Live Nation Entertainment y XYZ Films. Fue estrenada el 6 de junio en el Tribeca Festival 2025 y se lanzará para una exhibición de una única noche en cines de Estados Unidos y Canadá el 12 de junio y el 27 de junio a nivel internacional.

## Desarrollo y Producción
En noviembre de 2024, a través de una entrevista con Harper’s Bazaar, Cyrus anunció que estaba trabajando en un nuevo álbum titulado Something Beautiful (2025). Inspirado en The Wall (1979) de Pink Floyd, describió el disco como un álbum visual centrado en el tema de la “sanación”.
Cyrus comenzó a adelantar su próximo álbum el 17 de marzo de 2025, actualizando sus imágenes en redes sociales y en su sitio web, además de promocionar el proyecto con carteles alrededor del mundo. La cantante anunció oficialmente el álbum y la película el 24 de marzo, adelantando el estreno en cines para junio y describiéndola como “una experiencia visual única impulsada por la fantasía” y “una ópera pop sin igual”.
La película fue producida por la casa disquera de Cyrus Columbia Records, además de Sony Music Vision, Live Nation Entertainment y XYZ Films. Fue escrita y dirigida por Cyrus, Jacob Bixenman y Brendan Walter, y producida por Cyrus, Panos Cosmatos, Nick Spicer, Nate Bolotin y Aram Tertzakian. Sus productores ejecutivos son Adam Folk, el presidente de Columbia Records, Ron Perry, el ejecutivo de Sony Music, Tom Mackay, Krista Wegener, el presidente de Live Nation, Michael Rapino, y los ejecutivos de Live Nation, Brad Wavra y Ryan Kroft. Benoît Debie fue el Director de fotografía.

## Proyección en Cines
A través de redes sociales se confirmó la exhibición de la película en cinemas, será mostrada una única noche en Estados Unidos y Canadá el día 12 de junio de 2025 y el 27 de junio de 2025 en el resto del mundo.

## Lanzamiento y Promoción
El 25 de marzo de 2025 el primer trailer de la película fue lanzado. Algunos extractos fueron lanzados y a su vez promocionados como los vídeos oficiales de las canciones del álbum. El 31 de marzo de 2025 los visuales de "Prelude" y "Something Beautiful" fueron lanzados, mientras que los de "End of the World" y "More to Lose" salieron el 3 de abril y el 9 de mayo de 2025 respectivamente.
La película será lanzada el 6 de junio en el Beacon Theatre de la Ciudad de New York durante la edición 2025 del Festival de Cine de Tribeca. Se espera que sea lanzada en cines durante junio de 2025.
La película será lanzada a través de Hulu y Disney+ el 16 de julio en Estados Unidos y Canadá y el 30 de julio en el resto del mundo.